# Finn-Egil Eckblad
Finn-Egil Eckblad (ur. 1923, zm. 2000) – norweski mykolog.
Tytuł doktora otrzymał w 1968, następnie wykładał na Uniwersytecie w Bergen od 1971 i jako profesor na Uniwersytecie w Oslo od 1979. W 1990 r. przeszedł na emeryturę.
Jego siostrą była aktorka Edel Eckblad.
Przy nazwach naukowych utworzonych przez niego taksonów dodawane jest jego nazwisko Eckblad.

## Wybrane prace
- Soppøkologi (1978)
- Soppgeografi (1981)
- Sopp i Norge før i tiden (1994)